# Свято-Миколаївський собор (Умань)
Свято-Миколаївський собор — головний православний храм Умані, що знаходиться в центральній частині міста по вулиці Небесної Сотні, 39.

## Історія
Свято-Миколаївський храм вперше згадується з-поміж інших дев’яти церков Умані, перелік яких наводить у своїх мемуарах син Константинопольського патріарха Макарія Павло Алепський, який проїжджав через Умань у 1654 році.
Свято-Миколаївська церква була побудована впродовж 1809-1812 рр. архітектором Томашем Етлінгером на місці, де колись стояв католицький костьол. Ініціаторами будівництва виступили жителі міста.
Парафіяльною церква лишалась до 1843 р., коли набула статусу собору, і з цього часу перетворюється на головний православний храм Уманського повіту. В кінці 1846 року (6-18 грудня) Миколаївський собор було освячено протоієреєм А. Стаховським. У 1861 році в соборі було відкрито недільну школу. У 1895 році він отримав назву Успенського, а у 1911 році внутрішню частину собору було переобладнано і прикрашено орнаментами та іконами на зразок Київського Володимирського собору (худ. Д. Верещака).
На початку 30-х років Успенський собор був зачинений на тривалий період. На короткий час храм відновив роботу лише у 1944 році для відправлення богослужінь старослов’янською та українською мовами. У 60-і рр. ХХ ст. було зроблено капремонт крилоса та хорів, поновлено старий настінний іконопис. 30 липня 1963 року будівлю собору передано у відання заводу "Мегомметр", її планували переробити під клуб. Проте аж до 1977 року ніяких робіт тут не проводилось. З 1977 року розпочались роботи щодо перетворення собору в музей атеїзму. Він знаходився на балансі Краєзнавчого музею. В процесі відновлювальних робіт було відбудовано покрівлю, але настінні розписи, на жаль, загинули.
19 грудня 1989 року храм знову почав працювати. Велись реставраційні роботи, зводився іконостас. 1990 року храм перейменовано на собор Святителя Миколая. У 1998 році почалось зведення дзвіниці на притворі собору, у 1999 році – встановлено купол з хрестом на вершині.